# Bengt Markgren
Nils Bengt Markgren, född 14 maj 1912 i Nederkalix församling i Norrbottens län, död 18 maj 1993 i Luleå domkyrkoförsamling i Norrbottens län, var en svensk ingenjör.
Markgren avlade civilingenjörsexamen vid Chalmers Tekniska Högskola i Göteborg 1938 och fick samma år anställning vid vägingenjörskontoret i Luleå, gick över till vägförvaltningen i Norrbottens län 1944 och till Väg- och vattenbyggnadsstyrelsen 1945. Han blev ingenjör vid vägförvaltningen i Norrbottens län 1947 och förste vägingenjör där 1965. Han var riddare av Nordstjärneorden.
Bengt Markgren var son till garvaren Nils Jakob Markgren i Gammelgården och småskollärarinnan Disa Rutberg samt dotterson till  majoren Johan Rutberg. Han gifte sig 1955 med Rut Sjöström. Markgren är begravd i familjegrav på Nederkalix älvkyrkogård.